# Vernéaz

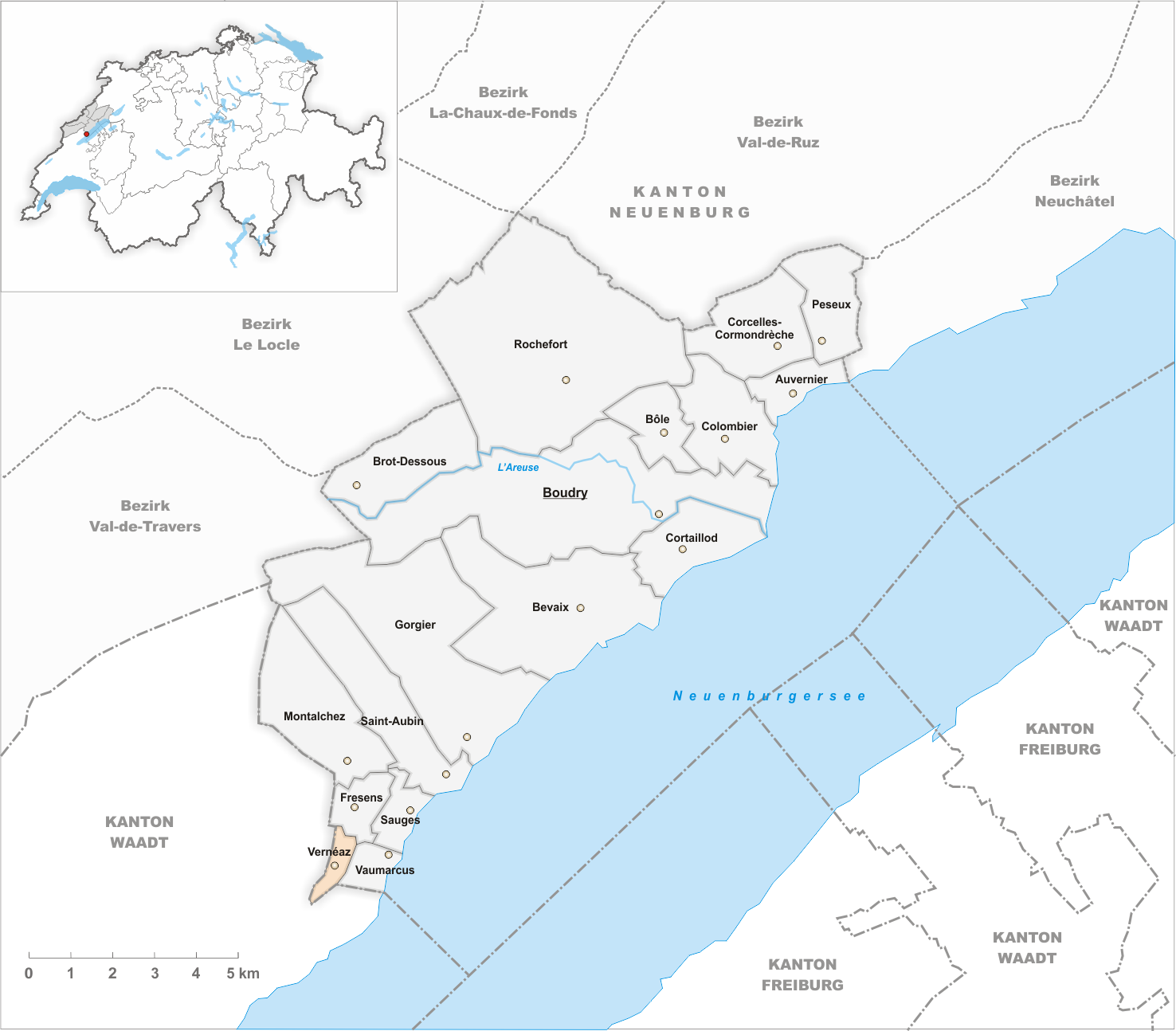
Gemeindestand vor der Fusion am 1. Januar 1875

Vernéaz war eine selbstständige politische Gemeinde im Kanton Neuenburg, Schweiz. 1875 fusionierte Vernéaz zusammen mit Vaumarcus zur neuen Gemeinde Vaumarcus-Vernéaz.